# Selma van Dijk
Selma Keyser-van Dijk (Uithoorn, 7 juli 1969) is een Nederlands televisiepresentatrice.

## Biografie
Van Dijk groeide op in Dalfsen. Zij is de dochter van Louis van Dijk (Nederlands pianist). Na de havo te hebben afgemaakt, ging ze naar het conservatorium in Rotterdam, waar ze in 1994 afstudeerde als docerend musicus.
In datzelfde jaar begon ook haar televisiecarrière, achter de schermen van het RTL Nieuws. Vanaf 1998 was Van Dijk presentatrice van 5 in het Land. Hiernaast presenteerde ze ook regelmatig het Ontbijtnieuws en het Late Nieuws op RTL 4.
Later ging Van Dijk voor SBS6 werken, waar zij vanaf 2003 tot en met 14 oktober 2019 een van de presentatoren van Hart van Nederland was. Van 2003 tot en met 2012 presenteerde ze tevens Shownieuws op de avonden dat ze Hart van Nederland presenteerde. Naast haar presentatiewerk is zij ook nog actief in de muziek. Zo gaf zij samen met haar vader regelmatig concerten voor een klein en select publiek. Tevens zingt Van Dijk.
Op 19 september 2011 werd bekendgemaakt dat Van Dijk zichzelf had verbonden als ambassadrice van Stichting Mariette's Childcare. Deze stichting is verbonden aan Hanukkah Children's Home in Sunyani, Ghana.
Van Dijk is getrouwd met Tom Keyser, die als cameraman werkzaam is bij RTL 4. Samen hebben zij een zoon, Gijs, en een dochter, Noor.
Sinds augustus 2021 presenteert Van Dijk ook programma's op NPO Radio 4, sinds 2023 NPO Klassiek geheten. De programma's die ze daar presenteert zijn De Muziekfabriek, Het Zondagmiddagconcert en De Klassieken.